# Resolutie 850 Veiligheidsraad Verenigde Naties
Resolutie 850 van de Veiligheidsraad van de Verenigde Naties werd unaniem aangenomen op 9 juli 1993. De Veiligheidsraad riep de partijen in de net afgelopen burgeroorlog in Mozambique op hun troepen te demobiliseren en samen te voegen tot een nieuw nationaal leger.

## Achtergrond
Nadat Mozambique onafhankelijk was geworden van Portugal kwam de communistische verzetsbeweging FRELIMO aan de macht. Die kreeg al snel de anti-communistische RENAMO tegen zich, waarmee er een burgeroorlog was begonnen die vijftien jaar zou duren. In 1992 kwamen beide partijen na jarenlange onderhandelingen tot een vredesakkoord.

## Inhoud

### Waarnemingen
De Veiligheidsraad:
- Bevestigt de resoluties 782, 797 en 818.
- Overwoog het rapport van secretaris-generaal Boutros Boutros-Ghali.
- Herhaalt het belang dat ze hecht aan het Algemeen Vredesakkoord voor Mozambique.
- Is bezorgd dat er nog steeds vertraging is bij de uitvoer van belangrijke onderdelen daarvan.
- Is aangemoedigd door de inspanningen van Mozambique en RENAMO om het staakt-het-vuren te onderhouden.
- Is tevreden over de ondertekening van een status of forces-akkoord met de VN en de inzet van alle hoofdinfanteriebataljons van de ONUMOZ-vredesmacht.
- Is ook tevreden over de terugtrekking van Zimbabwe en Malawi.

### Handelingen
De Veiligheidsraad huldigde de Speciale Vertegenwoordiger van de secretaris-generaal en de commandant en het personeel van ONUMOZ omdat ze het volk van Mozambique hielpen vrede en democratie te bereiken. De vooruitgang bij het uitvoeren van het vredesakkoord werd verwelkomd, al was er tevens bezorgdheid over de vertragingen bij vooral de samentrekking en demobilisatie van de troepen, de vorming van een nieuw eenheidsleger en de voorbereiding van de verkiezingen. Die laatsten moesten ten laatste in oktober 1994 gehouden worden. Ook een geplande ontmoeting tussen de regering en RENAMO over die kwesties werd verwelkomd. Beiden werden opgeroepen zo snel mogelijk te beginnen met de samentrekking en demobilisatie van hun troepen en militair personeel naar Nyanga in Zimbabwe te sturen voor een opleiding als eerste elementen van de nieuwe Mozambikaanse Defensiemacht.
De secretaris-generaals aanbeveling om ONUMOZ de Gezamenlijke Commissie voor de Vorming van de Mozambikaanse Defensiemacht te laten voorzitten werd goedgekeurd; al zouden de VN niets te maken hebben met de opleiding en vorming van dat leger. Ook moest snel een Staatbestuurscommissie in het leven worden geroepen en moest het vredesakkoord inzake openbaar bestuur doorheen het hele land worden toegepast. Intussen werden alle buitenlandse donaties ter ondersteuning van het vredesproces, en die van Italië in het bijzonder, gewaardeerd. Ten slotte werd de secretaris-generaal gevraagd tegen 18 augustus te rapporteren over de uitvoering van het vredesakkoord, de demobilisatie en de vorming van een nieuw leger.

## Verwante resoluties
- Resolutie 797 Veiligheidsraad Verenigde Naties (1992)
- Resolutie 818 Veiligheidsraad Verenigde Naties
- Resolutie 863 Veiligheidsraad Verenigde Naties
- Resolutie 879 Veiligheidsraad Verenigde Naties

Lijst ·  800 ·  801 ·  802 ·  803 ·  804 ·  805 ·  806 ·  807 ·  808 ·  809 ·  810 ·  811 ·  812 ·  813 ·  814 ·  815 ·  816 ·  817 ·  818 ·  819 ·  820 ·  821 ·  822 ·  823 ·  824 ·  825 ·  826 ·  827 ·  828 ·  829 ·  830 ·  831 ·  832 ·  833 ·  834 ·  835 ·  836 ·  837 ·  838 ·  839 ·  840 ·  841 ·  842 ·  843 ·  844 ·  845 ·  846 ·  847 ·  848 ·  849 ·  850 ·  851 ·  852 ·  853 ·  854 ·  855 ·  856 ·  857 ·  858 ·  859 ·  860 ·  861 ·  862 ·  863 ·  864 ·  865 ·  866 ·  867 ·  868 ·  869 ·  870 ·  871 ·  872 ·  873 ·  874 ·  875 ·  876 ·  877 ·  878 ·  879 ·  880 ·  881 ·  882 ·  883 ·  884 ·  885 ·  886 ·  887 ·  888 ·  889 ·  890 ·  891 ·  892